# Airbus A220

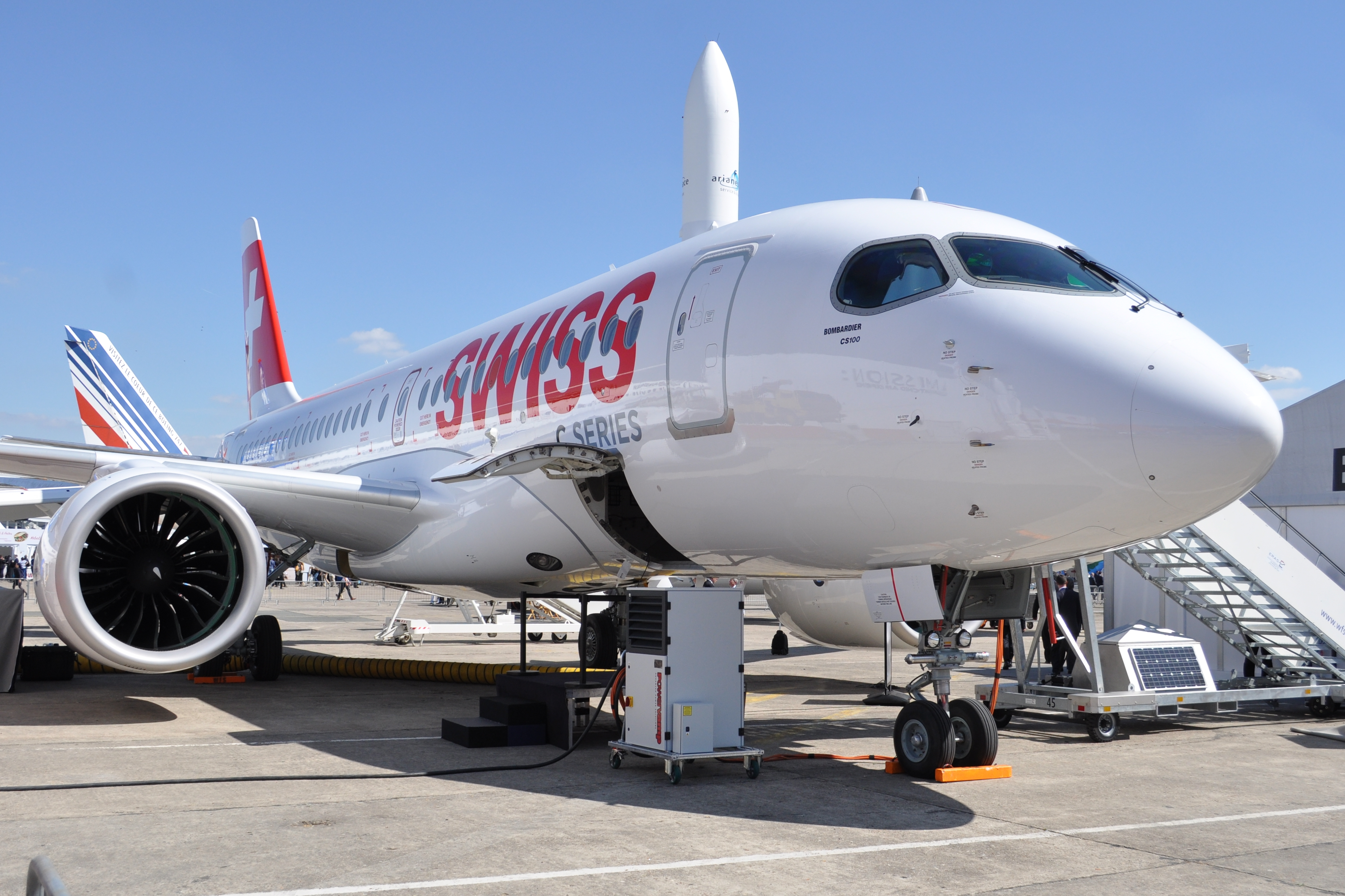
CS100 авиакомпании Swiss International Air Lines

Airbus A220, ранее известное как Bombardier CSeries (или же C Series) — семейство пассажирских узкофюзеляжных двухмоторных турбовентиляторных самолётов средней дальности, разработанное компанией Bombardier Aerospace. Airbus получил контрольный пакет акций (50,01 %) в программе CSeries в октябре 2017, сделка была завершена в июле 2018. Airbus открыли вторую линию производства на своём авиационном подразделении Airbus Mobile в Мобиле, штат Алабама, США.
В настоящее время серия представлена типами воздушных судов:
A220-100 (бывший CS100) на 100—130 мест и
A220-300 (бывший CS300) на 130—160 мест.

## История
Первый полёт был первоначально запланирован на вторую половину 2012 года, затем перенесён на июнь 2013 года. В итоге первый полёт Bombardier CS100 состоялся 16 сентября 2013 года.
Первая поставка заказчику была запланирована на конец 2014 года, затем перенесена на вторую половину 2015 года.
100—130 местный вариант CS100 совершил первый полёт 16 сентября 2013 года, получил сертификат типа Transport Canada 18 декабря 2015 года и поступил в эксплуатацию 15 июля 2016 года в Swiss International Air Lines. 130—160-местный CS300 впервые взлетел 27 февраля 2015, получил первоначальный сертификат типа 11 июля 2016 и поступил стартовому заказчику airBaltic 14 декабря 2016.
Операторы самолётов отметили улучшенную на 21 % топливную эффективность для CS300 по сравнению с 32-летними Boeing 737-300, с надёжностью выше 99,3 % и меньшей на 25 % стоимостью содержания по сравнению с Avro RJ100 для CS100.
Airbus получил контрольный пакет акций (50,01 %) в программе CSeries в октябре 2017, сделка была завершена в 2018.
1 июля серия была переименована в Airbus A220 в связи с покупкой Airbus контрольного пакета акций.
13 февраля 2020 года Airbus выкупил оставшуюся долю 24,94 % Bombardier в программе Cseries, а сама программа была переименована в Airbus Canada, а долю Investissement Québec Airbus планирует полностью выкупить к 2026 году.
В Российскую Федерацию, Беларусь и Украину A220 не поставлялся. Единственные две авиакомпании из постсоветских стран, купившие этот самолёт, стали латвийская AirBaltic и кыргызская Air Manas.

## Конструкция
Самолёты состоят на 70 % из современных материалов, включая 46 % композитных материалов и 24 % алюминиево-литиевых сплавов, что позволит на 15 % снизить стоимость мили полёта и существенно снизить эксплуатационные расходы.
Самолёт имеет особенности, подобные тем, которые есть и в Boeing 787 Dreamliner и Airbus A350: больше используются композитные материалы, «стеклянная кабина», выдвижные багажные полки, что позволяет каждому пассажиру убрать значительную часть ручной клади.
Уровень производимого им шума до четырёх раз ниже обычного. На данный момент это самый экологичный коммерческий самолёт в мире. Он первым получил прозрачную декларацию влияния жизненного цикла на окружающую среду.
Airbus A220-300 оснащён системой фильтрации воздуха с воздушным фильтром для твёрдых частиц (HEPA), который обеспечивает лучший из доступных уровней фильтрации рециркулируемого воздуха в кабине с момента посадки пассажиров, в течение полёта и до высадки. Воздух в кабине самолёта контролируется и рециркулируется так, чтобы обеспечить полную замену воздуха 20—30 раз в час. Система фильтрации способствует уменьшению выбросов CO₂ и NOx на 20 % и 50 %

## Эксплуатация

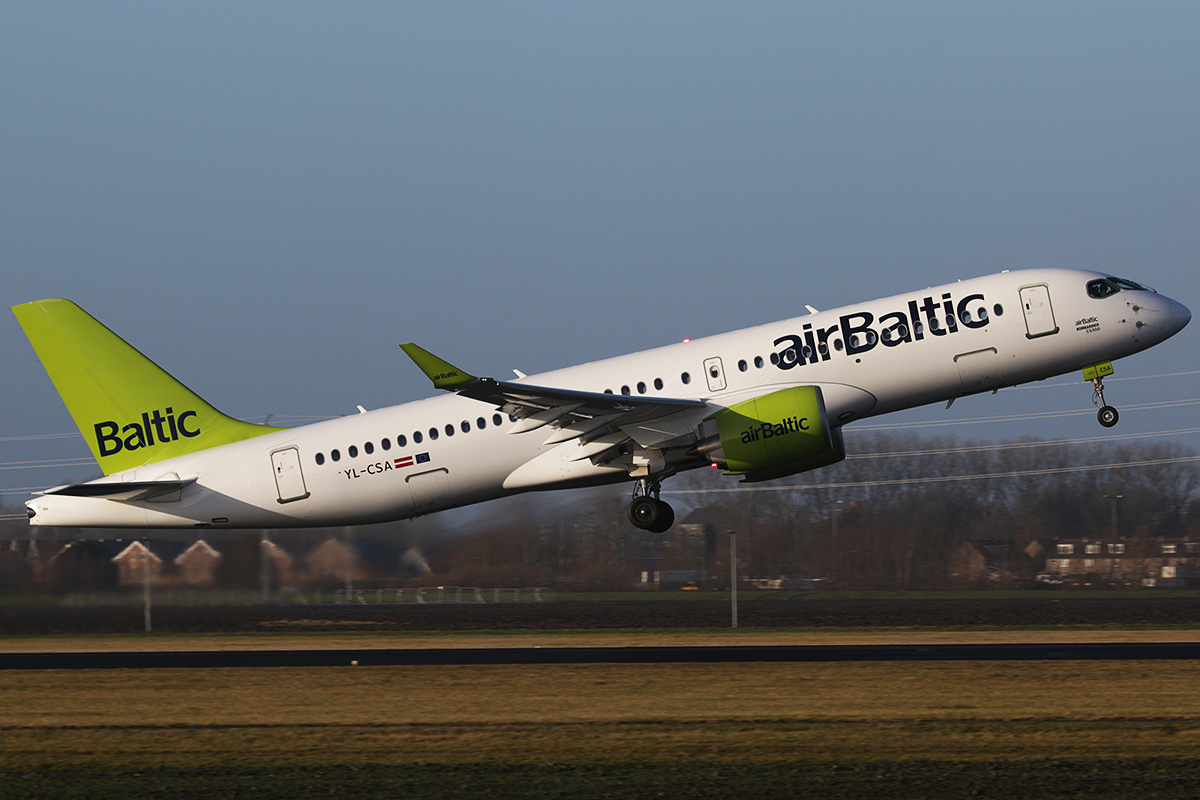
CS300 в Риге

Первый коммерческий рейс типа CS300 состоялся в авиакомпании airBaltic 14 декабря 2016 года из Риги в Амстердам. Согласно официальному сайту airBaltic, расход топлива CS300 составляет 2600 л/час против 3000 л/час у Boeing 737-300, имеющего аналогичную вместимость.
С мая 2020 года airBaltic выполняет все полёты только на самолётах Airbus A220-300. Это упрощает авиакомпании содержание флота.
10 мая 2017 года авиакомпания Swiss совершила первый рейс в Москву на Bombardier CS100. Таким образом, Домодедово стал первым аэропортом России, принявшим семейство самолётов Bombardier C-Series.
В апреле 2021 авиакомпания Air Manas стала новым оператором самолётов Airbus A220-300, а также первой авиакомпанией СНГ, которая ввела в эксплуатацию самолёт семейства А220 (модель А220-300).

## В будущем
Корпорация Airbus планирует выпуск самолёта в модификации А220-500 со вместимостью 170-175 пассажиров, при дальности порядка 6000 км с полной загрузкой. A220-550 может быть на 3 метра длиннее своей предыдущей версии. По состоянию на август Airbus построила 223 самолёта, также 551 заказаны.

## Похожие самолёты
- Airbus A320neo
- Boeing 737 MAX
- МС-21
- Sukhoi Superjet 100
- Ту-204СМ
- Comac C919
- Embraer E-Jet E2
- Airbus A319
- Bombardier CRJ

## Основные технические характеристики
| Размеры                                 | CS100                 | CS100ER                | CS300                 | CS300ER                |
| --------------------------------------- | --------------------- | ---------------------- | --------------------- | ---------------------- |
| Длина (м)                               | 34.9                  | 34.9                   | 38.0                  | 38.0                   |
| Размах крыла (м)                        | 35.1                  | 35.1                   | 35.1                  | 35.1                   |
| Высота (м)                              | 11.5                  | 11.5                   | 11.5                  | 11.5                   |
| Диаметр фюзеляжа (м)                    | 3.7                   | 3.7                    | 3.7                   | 3.7                    |
| Площадь крыла (м²)                      | 112.3                 | 112.3                  | 112.3                 | 112.3                  |
| Эксплуатационная масса пустого (кг)     | 35 221                |                        | 37 081                |                        |
| Макс. взлётный вес (кг)                 | 54 930                | 58 150                 | 59 560                | 63 100                 |
| Макс. посадочный вес (кг)               | 50 580                | 50 580                 | 55 340                | 55 340                 |
| Дальность полёта с макс. загрузкой (км) | 4000                  | 5460                   | 4000                  | 6112                   |
| Макс. крейсерская скорость (км/ч)       | 870                   | 870                    | 870                   | 870                    |
| Потолок (макс. высота полёта) (м)       | 12550                 | 12 500                 | 12 500                | 12 500                 |
| Длина разбега (м)                       | 1500                  | 1500                   | 1900                  | 1890                   |
| Длина пробега (м)                       | 1350                  | 1350                   | 1350                  | 1350                   |
| Двигатели                               | PW1500G, 2 x 9550 кгс | PW1500G, 2 x 10600 кгс | PW1500G, 2 x 9550 кгс | PW1500G, 2 x 10600 кгс |
| Кол-во кресел (эконом)                  | 110                   | 110                    | 130                   | 130                    |
| Кол-во кресел (эконом/ бизнес)          | 99                    | 99                     | 120                   | 120                    |
| Шаг кресел экономкласса (см)            | 81                    | 81                     | 81                    | 81                     |
| Ширина салона (м)                       | 3.27                  | 3.27                   | 3.27                  | 3.27                   |
| Высота салона (м)                       | 2.13                  | 2.13                   | 2.13                  | 2.13                   |
| Ширина кресла эконом (м)                | 0.48                  | 0.48                   | 0.48                  | 0.48                   |